# La Ferté-Macé
La Ferté-Macé è un comune francese di 6 441 abitanti nel dipartimento dell'Orne, in Normandia. Il 12 gennaio 2016 ha inglobato il comune soppresso di Antoigny.

## Società

### Evoluzione demografica
Abitanti censiti

## Amministrazione

### Gemellaggi
- Neustadt am Rübenberge
- Ludlow
- Savoigne-Biffèche
- Saint-Maurice